# HFK Přerov
HFK Přerov was een Tsjechische voetbalclub uit Přerov. De club is als Spartak Přerov opgericht in 1951. In 2000 hield de club op te bestaan na een fusie met FKM Přerov tot FK mládeže Přerov. Tussen 1996 en 1999 speelde de club drie seizoenen op het tweede niveau van het Tsjechisch voetbal.

## Naamswijzigingen
- 1951 – Sparta Přerov
- 1953 – DSO Spartak Přerov (Dobrovolná sportovní organizace Spartak Přerov)
- 19?? – TJ Spartak PS Přerov (Tělovýchovná jednota Spartak Přerovské strojírny Přerov)
- 1993 – FK PS Přerov (Fotbalový klub Přerovské strojírny Přerov)
- 1995 – fusie met FK LMCH LET Přerov → FK PS Přerov
- 1996 – fusie met FC Alfa Slušovice → FK PS Přerov
- 1997 – FK Hanácká kyselka Přerov (Fotbalový klub Hanácká kyselka Přerov)
- 1999 – HFK Přerov (Hanácký fotbalový klub Přerov)
- 2000 – fusie met FKM Přerov → FK mládeže Přerov